# Carlos Bertie
Carlos Dequan Bertie (Basseterre, 10 settembre 1995) è un calciatore nevisiano, attaccante del Cayon Rockets e della nazionale nevisiana.

## Carriera

### Nazionale
Ha debuttato con la nazionale maggiore il 22 febbraio 2016, nell'amichevole vinta 3-0 contro Bermuda, segnando anche una rete.
Ha partecipato alla CONCACAF Gold Cup 2023.

## Statistiche

### Cronologia presenze e reti in nazionale
Aggiornato al 18 giugno 2023

| Cronologia completa delle presenze e delle reti in nazionale ― Saint Kitts e Nevis | Cronologia completa delle presenze e delle reti in nazionale ― Saint Kitts e Nevis | Cronologia completa delle presenze e delle reti in nazionale ― Saint Kitts e Nevis | Cronologia completa delle presenze e delle reti in nazionale ― Saint Kitts e Nevis | Cronologia completa delle presenze e delle reti in nazionale ― Saint Kitts e Nevis | Cronologia completa delle presenze e delle reti in nazionale ― Saint Kitts e Nevis | Cronologia completa delle presenze e delle reti in nazionale ― Saint Kitts e Nevis | Cronologia completa delle presenze e delle reti in nazionale ― Saint Kitts e Nevis |
| Data                                                                               | Città                                                                              | In casa                                                                            | Risultato                                                                          | Ospiti                                                                             | Competizione                                                                       | Reti                                                                               | Note                                                                               |
| ---------------------------------------------------------------------------------- | ---------------------------------------------------------------------------------- | ---------------------------------------------------------------------------------- | ---------------------------------------------------------------------------------- | ---------------------------------------------------------------------------------- | ---------------------------------------------------------------------------------- | ---------------------------------------------------------------------------------- | ---------------------------------------------------------------------------------- |
| 22-2-2016                                                                          | Basseterre                                                                         | Saint Kitts e Nevis                                                                | 3 – 0                                                                              | Bermuda                                                                            | Amichevole                                                                         | 1                                                                                  |                                                                                    |
| 7-6-2016                                                                           | Kingstown                                                                          | Saint Vincent e Grenadine                                                          | 0 – 1                                                                              | Saint Kitts e Nevis                                                                | Q. Coppa dei Caraibi 2017                                                          | -                                                                                  | 66’                                                                                |
| 1-9-2016                                                                           | Managua                                                                            | Nicaragua                                                                          | 0 – 0                                                                              | Saint Kitts e Nevis                                                                | Amichevole                                                                         | -                                                                                  | 14’ 45’                                                                            |
| 9-10-2016                                                                          | Remire-Montjoly                                                                    | Guyana francese                                                                    | 1 – 0                                                                              | Saint Kitts e Nevis                                                                | Q. Coppa dei Caraibi 2017                                                          | -                                                                                  | 66’                                                                                |
| 13-11-2016                                                                         | Basseterre                                                                         | Haiti                                                                              | 2 – 0 dts                                                                          | Saint Kitts e Nevis                                                                | Q. Coppa dei Caraibi 2017                                                          | -                                                                                  | 58’                                                                                |
| 7-5-2017                                                                           | Basseterre                                                                         | Saint Kitts e Nevis                                                                | 2 – 1                                                                              | Barbados                                                                           | Amichevole                                                                         | 1                                                                                  | 56’ 87’                                                                            |
| 4-6-2017                                                                           | Erevan                                                                             | Armenia                                                                            | 5 – 0                                                                              | Saint Kitts e Nevis                                                                | Amichevole                                                                         | -                                                                                  | 78’                                                                                |
| 22-8-2017                                                                          | Mumbai                                                                             | Mauritius                                                                          | 1 – 1                                                                              | Saint Kitts e Nevis                                                                | Amichevole                                                                         | -                                                                                  | 63’                                                                                |
| 24-8-2017                                                                          | Mumbai                                                                             | Saint Kitts e Nevis                                                                | 1 – 1                                                                              | India                                                                              | Amichevole                                                                         | -                                                                                  | 45’                                                                                |
| 3-12-2017                                                                          | Basseterre                                                                         | Saint Kitts e Nevis                                                                | 1 – 0                                                                              | Grenada                                                                            | Amichevole                                                                         | -                                                                                  | 59’                                                                                |
| 25-3-2018                                                                          | Santiago de los Caballeros                                                         | Rep. Dominicana                                                                    | 2 – 1                                                                              | Saint Kitts e Nevis                                                                | Amichevole                                                                         | -                                                                                  | 64’ 67’                                                                            |
| 27-4-2018                                                                          | Basseterre                                                                         | Saint Kitts e Nevis                                                                | 1 – 3                                                                              | Giamaica                                                                           | Amichevole                                                                         | -                                                                                  | 46’                                                                                |
| 25-3-2022                                                                          | Andorra La Vella                                                                   | Andorra                                                                            | 1 – 0                                                                              | Saint Kitts e Nevis                                                                | Amichevole                                                                         | -                                                                                  | 87’ 90’                                                                            |
| 10-6-2022                                                                          | Willemstad                                                                         | Aruba                                                                              | 2 – 3                                                                              | Saint Kitts e Nevis                                                                | CONCACAF Nations League 2022-2023 - 1º turno                                       | 1                                                                                  | 60’ 62’                                                                            |
| 13-6-2022                                                                          | Basseterre                                                                         | Saint Kitts e Nevis                                                                | 1 – 1                                                                              | Saint-Martin                                                                       | CONCACAF Nations League 2022-2023 - 1º turno                                       | -                                                                                  | 72’                                                                                |
| 23-3-2023                                                                          | The Valley                                                                         | Saint-Martin                                                                       | 1 – 3                                                                              | Saint Kitts e Nevis                                                                | CONCACAF Nations League 2022-2023 - 1º turno                                       | -                                                                                  | 77’                                                                                |
| 17-6-2023                                                                          | Fort Lauderdale                                                                    | Curaçao                                                                            | 1 – 1 (2 - 3 dtr)                                                                  | Saint Kitts e Nevis                                                                | Qual. Gold Cup 2023                                                                | -                                                                                  | 90’                                                                                |
| 21-6-2023                                                                          | Fort Lauderdale                                                                    | Saint Kitts e Nevis                                                                | 1 – 1 (5 - 3 dtr)                                                                  | Guyana francese                                                                    | Qual. Gold Cup 2023                                                                | -                                                                                  | 79’                                                                                |
| 28-6-2023                                                                          | Saint Louis                                                                        | Saint Kitts e Nevis                                                                | 0 – 6                                                                              | Stati Uniti                                                                        | Gold Cup 2023 - 1º turno                                                           | -                                                                                  | 63’                                                                                |
| Totale                                                                             |                                                                                    | Presenze                                                                           | 19                                                                                 |                                                                                    | Reti                                                                               | 3                                                                                  |                                                                                    |